# Amine Boukhlouf
Amine Boukhlouf (en arabe : امين بوخلوف) est un footballeur algérien né le 30 janvier 1984 à Batna. Il évoluait au poste d'avant centre.

## Biographie
Amine Boukhlouf évolue en première division algérienne avec les clubs du NA Hussein Dey, de l'OMR El Anasser, du CA Batna et enfin de l'USM Annaba. Il dispute un total de 78 matchs dans ce championnat, inscrivant dix buts.
En 2010, Boukhlouf figure dans l'effectif du CA Batna qui atteint la finale de la Coupe d'Algérie. Boukhlouf est titulaire lors de la finale. Son équipe s'incline 3-0 contre l'ES Sétif.
En janvier 2005, Boukhlouf est convoqué dans l'équipe nationale algérienne des moins de 23 ans pour participer à un tournoi amical à Doha, au Qatar. En avril, il fait également partie de l'équipe pour les Jeux de la solidarité islamique de 2005 organisés Arabie saoudite. Au total, il fait réalise six apparitions en faveur de l'équipe des moins de 23 ans.

## Palmarès
| CA Batna - Coupe d'Algérie : - Finaliste : 2009-10. |  | MSP Batna - Championnat d'Algérie D2 : - Vice-champion : 2007-08. |